# Багдаш, Халед
Ха́лед Багда́ш (араб. خالد بكداش‎, 1912—1995) — сирийский политик курдского происхождения, лидер Сирийской коммунистической партии в 1937—1995 годах.

## Биография

### Личная жизнь
Халед Багдаш родился 15 ноября 1912 года в Дамаске, в курдском районе аль-Мухаджирин (المهاجرين). Его отец служил сначала в османской армии, затем в сирийской армии во время правления короля Фейсала. Багдаш учился в Университете Дамаска на юридическом факультете, однако был исключён за свою незаконную политическую деятельность. В 1951 году женился на курдской девушке по имени Висаль Фарха (وصال فرحة), разделявшей его убеждения, и после его смерти возглавившей партию. Халед Багдаш скончался 15 июля 1995 года, в возрасте 83 лет, от сердечного приступа.

## Политическая карьера

### Ранние годы
Багдаш рано начал политическую жизнь. Уже в 1929 году он вступил в ряды Национального Блока Сирии. В 1930 году он вступил в компартию Сирии. В это время дважды подвергался преследованиям за свою политическую деятельность (в 1931 году он провёл 4 месяца в тюрьме, а в 1933 сумел избежать ареста). В это время он перевёл на арабский язык Манифест коммунистической партии — это был первый перевод манифеста на арабский язык. В 1933 году партия отправила Багдаша на учёбу в Москву. Здесь он учился в Коммунистическом университете трудящихся Востока им. И. В. Сталина, а также посетил Ташкент. Во время пребывания в Советском Союзе Багдаш почти в совершенстве овладел русским языком. В 1935 году он был избран главой арабских делегаций на Седьмом конгрессе коммунистического интернационала, проходившем 25 июля — 20 августа в Москве. Ещё до отъезда в СССР Багдаш был избран главой сирийского отделения Коммунистической партии Сирии и Ливана, а после своего возвращения в 1936 году, он был избран главой всей партии.

### Начальный период независимости Сирии
После Второй мировой войны Багдаш активно участвует в международном коммунистическом движении: устанавливает и укрепляет связи с другими коммунистическими партиями Ближнего Востока (в особенности с партиями стран Плодородного полумесяца), Европы (Италия, Великобритания). В 1947 году он в качестве официального делегата принимает участие в 19 конференции Коммунистической партии Великобритании; в 1948 году был назначен Коминформом представителем организации в арабских странах. Во время диктаторского правления Адиба аш-Шишакли компартия Сирии вступает во временный альянс с Баас, чтобы совместными усилиями добиться возвращения к власти Хашима аль-Атасси. После падения режима Адиба аш-Шишакли на выборах в 1954 году Багдаш был избран в парламент Сирии, став, таким образом, первым коммунистом-членом парламента в арабском мире. В 1954—1958 годах (срок полномочий Багдаша в качестве депутата), компартия Сирии была представлена почти во всех государственных структурах Сирии, её члены занимали, в том числе, и высокие армейские посты. В это время особенно велика была роль Багдаша как противника вступления Сирии в Багдадский пакт.
В связи с тем, что Багдаш был против объединения Сирии и Египта в одно государство, а также в связи с тем, что в 1956 и 1957 годах компартия Сирии предпринимала попытки взять власть в стране в свои руки, после объединения Сирии с насеровским Египтом, на сирийских коммунистов обрушились репрессии. Сам Багдаш был вынужден уехать в СССР, где он оставался до 1966 года.

### В период правления партииБаас
С началом укрепления советско-сирийских отношений Багдаш вернулся в Дамаск, однако вплоть до начала 70-х годов не имел возможности принимать активного участия в общественной политической жизни в связи с резко отрицательным отношением правительства к компартии. Лишь после создания Хафезом Асадом Национального прогрессивного фронта в 1972 году, коммунистам Сирии было позволено вернуться в общественное политическое пространство. С этого времени Сирийская коммунистическая партия неизменно входила в Национальный прогрессивный фронт и была представлена в парламенте Сирии.
В середине 80-х годов в партии произошёл раскол: ряд членов партии обвинили Багдаша в недемократичном управлении и создали свою партию, которая поначалу так же называлась «сирийской коммунистической партией», но затем к этому названию было добавлено слово «объединённая».
Халед Багдаш является автором ряда теоретических и публицистических работ.

## Награды
- орден Ленина (12.11.1982)
- орден Октябрьской Революции (14.11.1972)